# 민치
민치(마카오어: minchi, 광둥어: 免治, 월병: min5 zi6 민지[*])는 마카오의 다진 고기 요리이다. 주로 쌀밥과 달걀 프라이를 곁들여 먹는다. 마카오의 국민 음식 가운데 하나로 여겨진다.

## 이름
"다지기"를 뜻하는 영어 "민스(mince)"가 어원이다.

## 만들기
올리브유에 다진 양파와 다진 마늘을 볶다가 월계수 잎을 넣고, 다진 쇠고기나 돼지고기 또는 둘을 섞은 것을 넣어 소금으로 간한다. 링구이사를 함께 다져 넣기도 한다. 고기가 익기 시작하면 후추와 간장을 넣은 뒤, 뚜껑을 덮어 익힌다. 중간중간 물을 추가해가며 고기가 다 익고 소스가 졸아들 때까지 익힌 뒤 튀긴 감자를 넣는다.